# Montrottier
Montrottier – miejscowość i gmina we Francji, w regionie Owernia-Rodan-Alpy, w departamencie Rodan.
Według danych na rok 1990 gminę zamieszkiwało 1337 osób, a gęstość zaludnienia wynosiła 58 osób/km² (wśród 2880 gmin regionu Rodan-Alpy Montrottier plasuje się na 628. miejscu pod względem liczby ludności, natomiast pod względem powierzchni na miejscu 392.).

## Galeria

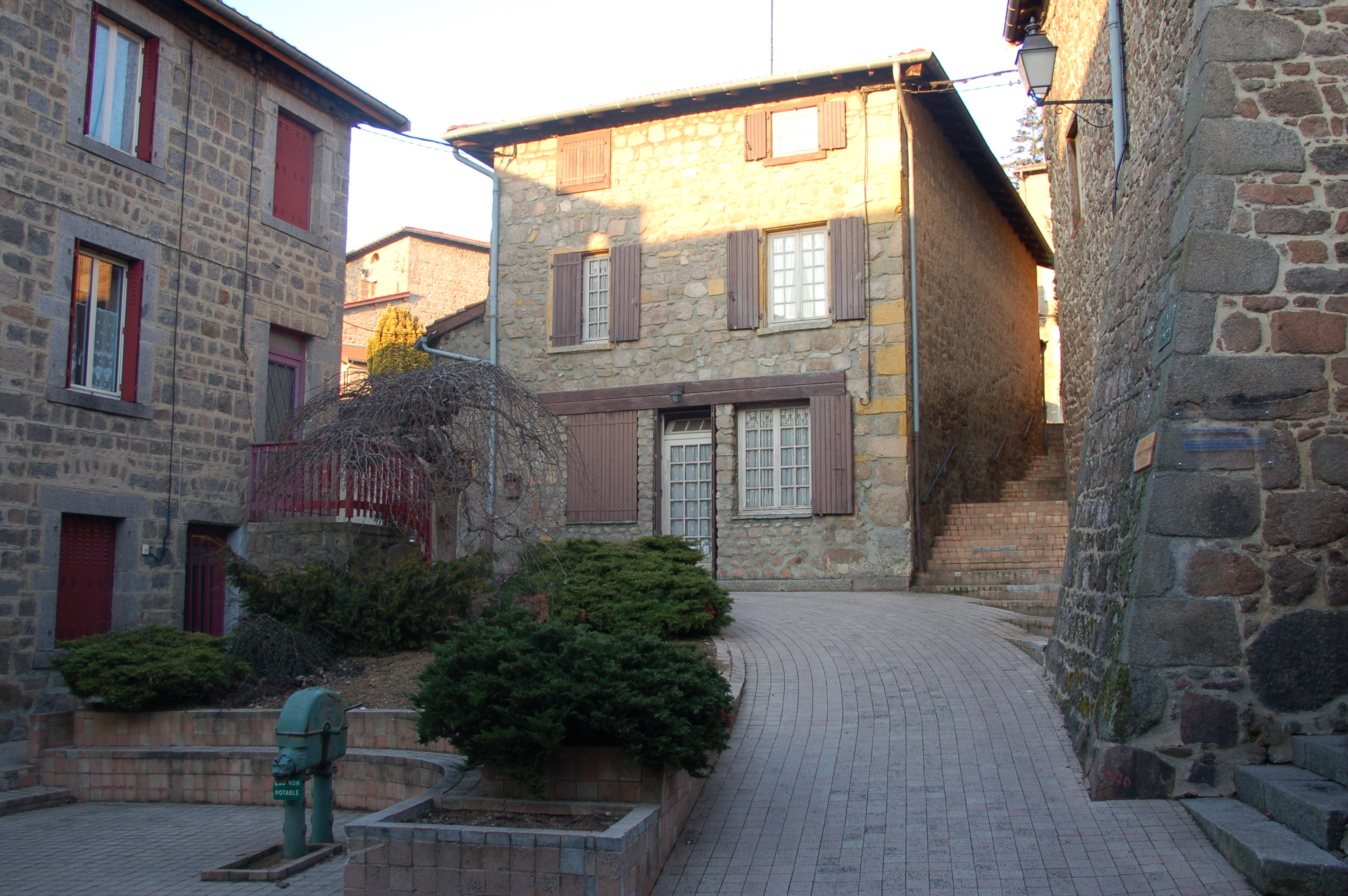
Plac na starówce w Montrottier, 2008
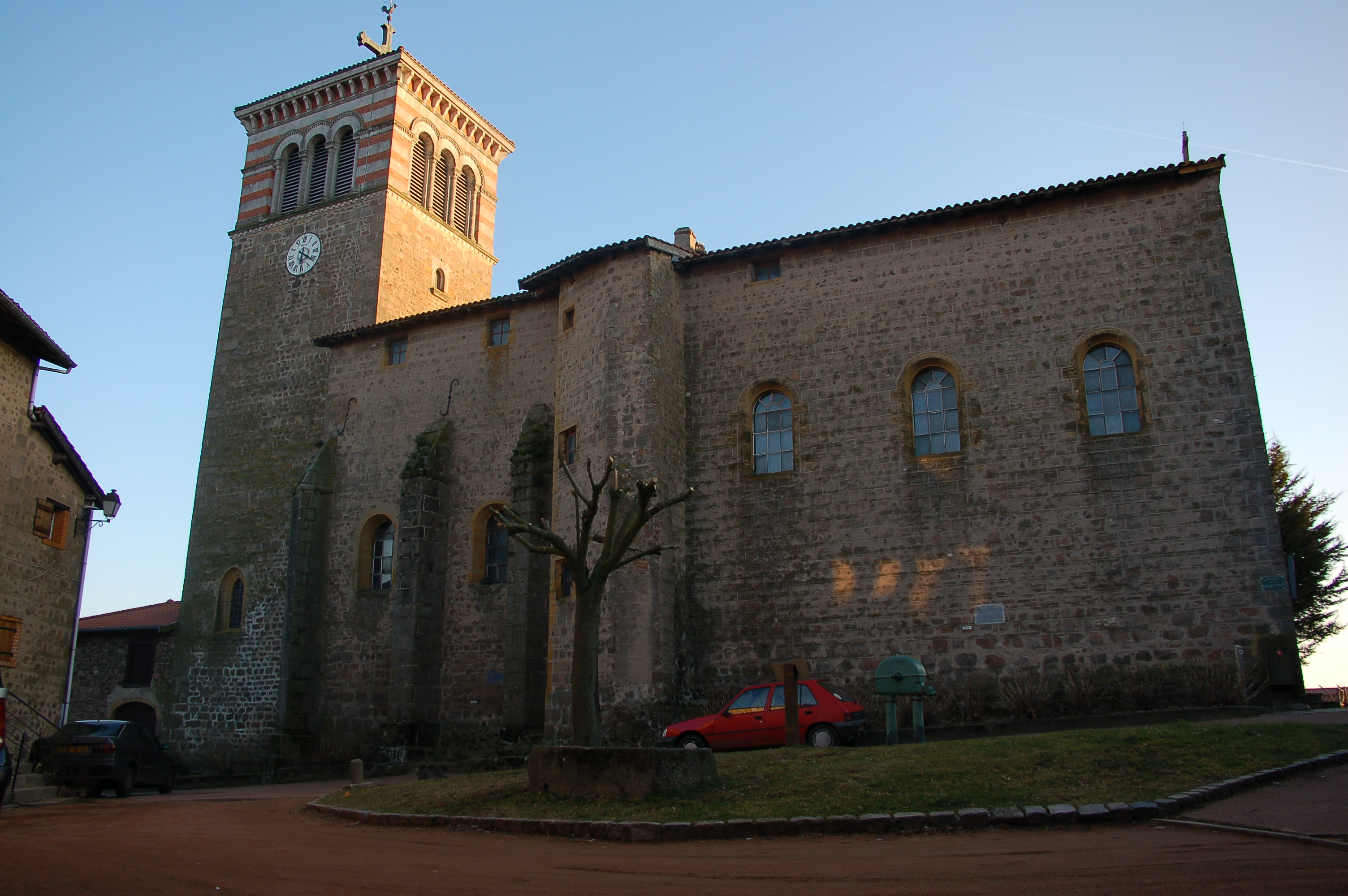
Kościół w Montrottier, 2008
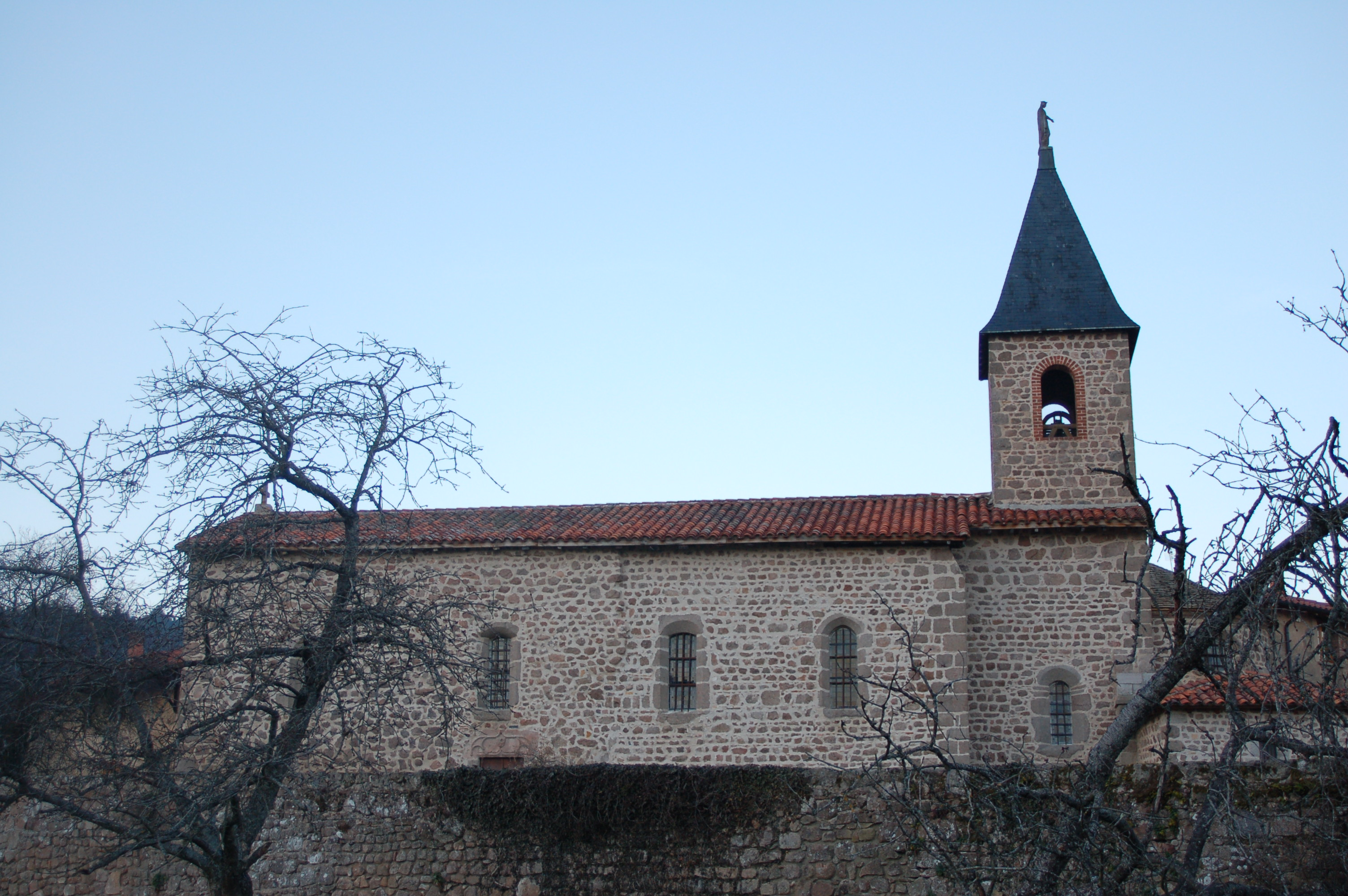
Kaplica Saint Martin-les-Périls w Gminie Montrottier, 2008